# جزيرة الطيور (السعودية)
جزيرة الطُّيور هي إحدى الجزر الواقعة في الخليج العربي، وتتبع المنطقة الشرقية السعودية. تبلغ مساحة الجزيرة نحو 0,25 كم2 وتبعد عن الساحل بحوالي 0,2 ميل بحري.